# Wyścig Słowacji WTCC 2013
Wyścig Słowacji WTCC 2013 – trzecia runda World Touring Car Championship w sezonie 2013 i drugi z kolei Wyścig Słowacji. Rozegrał się on w dniach 27-28 kwietnia 2013 na torze Slovakiaring w Orechová Potôň na Słowacji. W pierwszym wyścigu zwyciężył Gabriele Tarquini z zespołu Castrol Honda World Touring Car Team, a w drugim Tom Coronel z ROAL Motorsport.

## Lista startowa
| Nr | Kierowca           | Zespół                               | Samochód             | Klasa |
| -- | ------------------ | ------------------------------------ | -------------------- | ----- |
| 1  | Robert Huff        | ALL-INKL.COM Münnich Motorsport      | SEAT León WTCC       |       |
| 3  | Gabriele Tarquini  | Castrol Honda World Touring Car Team | Honda Civic WTCC     | M     |
| 5  | Norbert Michelisz  | Zengő Motorsport                     | Honda Civic WTCC     | M     |
| 6  | Franz Engstler     | Liqui Moly Team Engstler             | BMW 320 TC           | Y     |
| 7  | Charles Ng         | Liqui Moly Team Engstler             | BMW 320 TC           | Y     |
| 8  | Michaił Kozłowskij | LADA Sport Lukoil                    | Łada Granta          | M     |
| 9  | Alex MacDowall     | Bamboo Engineering                   | Chevrolet Cruze 1.6T | Y     |
| 10 | James Thompson     | LADA Sport Lukoil                    | Łada Granta          | M     |
| 12 | Yvan Muller        | RML                                  | Chevrolet Cruze 1.6T |       |
| 14 | James Nash         | Bamboo Engineering                   | Chevrolet Cruze 1.6T | Y     |
| 15 | Tom Coronel        | ROAL Motorsport                      | BMW 320 TC           |       |
| 17 | Michel Nykjær      | Nika Racing                          | Chevrolet Cruze 1.6T | Y     |
| 18 | Tiago Monteiro     | Castrol Honda World Touring Car Team | Honda Civic WTCC     | M     |
| 19 | Fernando Monje     | Campos Racing                        | SEAT León WTCC       | Y     |
| 22 | Tom Boardman       | Special Tuning Racing                | SEAT León WTCC       | Y     |
| 23 | Tom Chilton        | RML                                  | Chevrolet Cruze 1.6T |       |
| 25 | Mehdi Bennani      | Proteam Racing                       | BMW 320 TC           | Y     |
| 26 | Stefano D'Aste     | PB Racing                            | BMW 320 TC           | Y     |
| 37 | René Münnich       | ALL-INKL.COM Münnich Motorsport      | SEAT León WTCC       | Y     |
| 38 | Marc Basseng       | ALL-INKL.COM Münnich Motorsport      | SEAT León WTCC       |       |
| 55 | Darryl O’Young     | ROAL Motorsport                      | BMW 320 TC           | Y     |
| 73 | Fredy Barth        | Wiechers-Sport                       | BMW 320 TC           | Y     |
| 74 | Pepe Oriola        | Tuenti Racing Team                   | SEAT León WTCC       |       |
| Nr | Kierowca           | Zespół                               | Samochód             | Klasa |

| Symbol | Klasa                                   |
| ------ | --------------------------------------- |
| M      | Producent (Manufacturers' Championship) |
| Y      | Niezależny (Yokohama Trophy)            |

## Wyniki

### Sesje treningowe
| Sesja | Nr | Kierowca          | Zespół                               | Samochód         | Czas     | Okr. |
| ----- | -- | ----------------- | ------------------------------------ | ---------------- | -------- | ---- |
| 1     | 3  | Gabriele Tarquini | Castrol Honda World Touring Car Team | Honda Civic WTCC | 2:12.215 | 10   |
| 2     | 3  | Gabriele Tarquini | Castrol Honda World Touring Car Team | Honda Civic WTCC | 2:12.228 | 10   |

### Kwalifikacje
| Poz.    | Nr      |         | Kierowca           | Zespół                               | Samochód             | Q1        | Q2       | Poz. s. R1 | Poz. s. R2 | Pkt     |
| II etap | II etap | II etap | II etap            | II etap                              | II etap              | II etap   | II etap  | II etap    | II etap    | II etap |
| ------- | ------- | ------- | ------------------ | ------------------------------------ | -------------------- | --------- | -------- | ---------- | ---------- | ------- |
| 1       | 3       |         | Gabriele Tarquini  | Castrol Honda World Touring Car Team | Honda Civic WTCC     | 2:10.308  | 2:10.773 | 1          | 10         | 5       |
| 2       | 14      |         | Tiago Monteiro     | Castrol Honda World Touring Car Team | Honda Civic WTCC     | 2:10.907  | 2:10.877 | 2          | 9          | 4       |
| 2       | 9       |         | Norbert Michelisz  | Zengő Motorsport                     | Honda Civic WTCC     | 2:11.288  | 2:10.889 | 3          | 8          | 3       |
| 4       | 17      |         | Yvan Muller        | RML                                  | Chevrolet Cruze 1.6T | 2:10.972  | 2:10.941 | 4          | 7          | 2       |
| 5       | 23      |         | Tom Chilton        | RML                                  | Chevrolet Cruze 1.6T | 2:11.335  | 2:11.162 | 5          | 6          | 1       |
| 6       | 9       | Y       | Alex MacDowall     | Bamboo Engineering                   | Chevrolet Cruze 1.6T | 2:11.538  | 2:11.422 | 6          | 5          |         |
| 7       | 1       |         | Robert Huff        | Münnich Motorsport                   | SEAT León WTCC       | 2:11.599  | 2:11.624 | 7          | 4          |         |
| 8       | 38      | Y       | James Nash         | Bamboo Engineering                   | Chevrolet Cruze 1.6T | 2:11.988  | 2:11.714 | 8          | 3          |         |
| 9       | 74      |         | Pepe Oriola        | Tuenti Racing Team                   | SEAT León WTCC       | 2:11.936  | 2:11.882 | 9          | 2          |         |
| 10      | 19      |         | Tom Coronel        | ROAL Motorsport                      | BMW 320 TC           | 2:12.300  | 2:12.048 | 10         | 1          |         |
| 11      | 10      | Y       | Mehdi Bennani      | Proteam Racing                       | BMW 320 TC           | 2:12.363  | 2:12.857 | 11         | 11         |         |
| 12      | 15      | Y       | Michel Nykjær      | Nika Racing                          | Chevrolet Cruze 1.6T | 2:11.738  | 2:17.614 | 12         | 12         |         |
| I etap  |         |         |                    |                                      |                      |           |          |            |            |         |
| 13      | 55      |         | Marc Basseng       | ALL-INKL.COM Münnich Motorsport      | SEAT León WTCC       | 2:12.603  | –        | 13         | 13         |         |
| 14      | 73      | Y       | Fredy Barth        | Wiechers-Sport                       | BMW 320 TC           | 2:12.610  | –        | 14         | 14         |         |
| 15      | 10      |         | James Thompson     | LADA Sport Lukoil                    | Łada Granta          | 2:12.641  | –        | 15         | 15         |         |
| 16      | 6       | Y       | Stefano D'Aste     | PB Racing                            | BMW 320 TC           | 2:12.665  | –        | 16         | 16         |         |
| 17      | 5       | Y       | Charles Ng         | Liqui Moly Team Engstler             | BMW 320 TC           | 2:12.891  | –        | 17         | 20         |         |
| 18      | 25      | Y       | Fernando Monje     | Campos Racing                        | SEAT León WTCC       | 2:12.921  | –        | 18         | 17         |         |
| 19      | 22      | Y       | René Münnich       | ALL-INKL.COM Münnich Motorsport      | SEAT León WTCC       | 2:13.223  | –        | 23         |            |         |
| 20      | 7       | Y       | Franz Engstler     | Liqui Moly Team Engstler             | BMW 320 TC           | 2:13.582  | –        | 19         | 18         |         |
| 21      | 26      |         | Michaił Kozłowskij | LADA Sport Lukoil                    | Łada Granta          | 2:14.900  | –        | 20         | 22         |         |
| 22      | 8       | Y       | Darryl O’Young     | ROAL Motorsport                      | BMW 320 TC           | 13:16.907 | –        | 21         | 19         |         |
| 23      | 37      | Y       | Tom Boardman       | Special Tuning Racing                | SEAT León WTCC       |           | –        | 22         | 20         |         |
| Poz.    | Nr      |         | Kierowca           | Zespół                               | Samochód             | Q1        | Q2       | Poz. s. R1 | Poz. s. R2 | Pkt     |

#### Warunki atmosferyczne[4]
| Temperatura toru      | 26 °C |
| Temperatura powietrza | 23 °C |
| Słońce                | nie   |
| Opady deszczu         | nie   |
| Sucho                 |       |

### Wyścig 1
| Poz.              | +/- | Nr |   | Kierowca           | Zespół                               | Samochód             | Okr. | Czas/Strata | Pkt. | Komentarz |
| ----------------- | --- | -- | - | ------------------ | ------------------------------------ | -------------------- | ---- | ----------- | ---- | --------- |
| 1                 |     | 3  |   | Gabriele Tarquini  | Castrol Honda World Touring Car Team | Honda Civic WTCC     | 10   | 22:18,761   | 25   |           |
| 2                 |     | 18 |   | Tiago Monteiro     | Castrol Honda World Touring Car Team | Honda Civic WTCC     | 10   | +1,202      | 18   |           |
| 3                 |     | 5  |   | Norbert Michelisz  | Zengő Motorsport                     | Honda Civic WTCC     | 10   | +1,616      | 15   |           |
| 4                 |     | 12 |   | Yvan Muller        | RML                                  | Chevrolet Cruze 1.6T | 10   | +5,091      | 12   |           |
| 5                 | 4   | 15 |   | Tom Coronel        | ROAL Motorsport                      | BMW 320 TC           | 10   | +5,975      | 10   |           |
| 6                 | 1   | 14 | Y | James Nash         | Bamboo Engineering                   | Chevrolet Cruze 1.6T | 10   | +7,748      | 8    |           |
| 7                 | 4   | 17 | Y | Michel Nykjær      | Nika Racing                          | Chevrolet Cruze 1.6T | 10   | +9,760      | 6    |           |
| 8                 | 2   | 9  | Y | Alex MacDowall     | Bamboo Engineering                   | Chevrolet Cruze 1.6T | 10   | +10,078     | 4    |           |
| 9                 | 2   | 74 |   | Pepe Oriola        | Tuenti Racing Team                   | SEAT León WTCC       | 10   | +14,055     | 2    |           |
| 10                |     | 25 | Y | Mehdi Bennani      | Proteam Racing                       | BMW 320 TC           | 10   | +19,374     | 1    |           |
| 11                | 2   | 73 | Y | Freddy Barth       | Wiechers-Sport                       | BMW 320 TC           | 10   | +21,474     |      |           |
| 12                | 3   | 26 | Y | Stefano D'Aste     | PB Motorsport                        | BMW 320 TC           | 10   | +21,479     |      |           |
| 13                | 1   | 10 |   | James Thompson     | LADA Sport Lukoil                    | Łada Granta          | 10   | +21,837     |      |           |
| 14                | 8   | 55 | Y | Darryl O’Young     | ROAL Motorsport                      | BMW 320 TC           | 10   | +24,891     |      |           |
| 15                | 6   | 19 | Y | Fernando Monje     | Campos Racing                        | SEAT León WTCC       | 10   | +25,937     |      |           |
| 16                | 4   | 38 |   | Marc Basseng       | ALL-INKL.COM Münnich Motorsport      | SEAT León WTCC       | 10   | +27,197     |      |           |
| 17                |     | 1  |   | Robert Huff        | ALL-INKL.COM Münnich Motorsport      | SEAT León WTCC       | 10   | +27,507     |      |           |
| 18                | 2   | 7  | Y | Charles Ng         | Liqui Moly Team Engstler             | BMW 320 TC           | 10   | +36,500     |      |           |
| 19                |     | 6  | Y | Franz Engstler     | Liqui Moly Team Engstler             | BMW 320 TC           | 10   | +41,278     |      |           |
| 20                |     | 8  |   | Michaił Kozłowskij | LADA Sport Lukoil                    | Łada Granta          | 9    | +1 okr.     |      |           |
| 21                | 3   | 37 | Y | René Münnich       | ALL-INKL.COM Münnich Motorsport      | SEAT León WTCC       | 8    | +2 okr.     |      |           |
| Niesklasyfikowani |     |    |   |                    |                                      |                      |      |             |      |           |
|                   |     | 22 | Y | Tom Boardman       | Special Tuning Racing                | SEAT León WTCC       | 6    |             |      |           |
|                   |     | 23 |   | Tom Chilton        | RML                                  | Chevrolet Cruze 1.6T | 1    |             |      |           |

#### Najszybsze okrążenie
| Nr | Kierowca          | Zespół                               | Samochód       | Czas     | Okr. |
| -- | ----------------- | ------------------------------------ | -------------- | -------- | ---- |
| 3  | Gabriele Tarquini | Castrol Honda World Touring Car Team | SEAT León WTCC | 2:12,918 | 2    |

#### Warunki atmosferyczne[5]
| Temperatura toru      | 42 °C |
| Temperatura powietrza | 23 °C |
| Słońce                | tak   |
| Opady deszczu         | nie   |
| Sucho                 |       |

### Wyścig 2
| Poz.              | +/- | Nr |   | Kierowca           | Zespół                               | Samochód             | Okr. | Czas/Strata | Pkt. | Komentarz |
| ----------------- | --- | -- | - | ------------------ | ------------------------------------ | -------------------- | ---- | ----------- | ---- | --------- |
| 1                 |     | 15 |   | Tom Coronel        | ROAL Motorsport                      | BMW 320 TC           | 10   | 22:26,224   | 25   |           |
| 2                 | 5   | 12 |   | Yvan Muller        | RML                                  | Chevrolet Cruze 1.6T | 10   | +2,990      | 18   |           |
| 3                 | 7   | 3  |   | Gabriele Tarquini  | Castrol Honda World Touring Car Team | Honda Civic WTCC     | 10   | +3,345      | 15   |           |
| 4                 |     | 1  |   | Robert Huff        | ALL-INKL.COM Münnich Motorsport      | SEAT León WTCC       | 10   | +4,954      | 12   |           |
| 5                 | 4   | 18 |   | Tiago Monteiro     | Castrol Honda World Touring Car Team | Honda Civic WTCC     | 10   | +5,222      | 10   |           |
| 6                 | 4   | 74 |   | Pepe Oriola        | Tuenti Racing Team                   | SEAT León WTCC       | 10   | +11,365     | 8    |           |
| 7                 | 1   | 23 |   | Tom Chilton        | RML                                  | Chevrolet Cruze 1.6T | 10   | +11,625     | 6    |           |
| 8                 | 3   | 9  | Y | Alex MacDowall     | Bamboo Engineering                   | Chevrolet Cruze 1.6T | 10   | +11,816     | 4    |           |
| 9                 | 2   | 25 | Y | Mehdi Bennani      | Proteam Racing                       | BMW 320 TC           | 10   | +12,265     | 2    |           |
| 10                | 11  | 55 | Y | Darryl O’Young     | ROAL Motorsport                      | BMW 320 TC           | 10   | +12,498     | 1    |           |
| 11                | 5   | 26 | Y | Stefano D'Aste     | PB Racing                            | BMW 320 TC           | 10   | +12,827     |      |           |
| 12                |     | 17 | Y | Michel Nykjaer     | Nika Racing                          | Chevrolet Cruze 1.6T | 10   | +13,678     |      |           |
| 13                | 1   | 73 | Y | Fredy Barth        | Wiechers-Sport                       | BMW 320 TC           | 10   | +14,651     |      |           |
| 14                | 1   | 10 |   | James Thompson     | LADA Sport Lukoil                    | Łada Granta          | 10   | +18,518     |      |           |
| 15                | 2   | 38 |   | Marc Basseng       | ALL-INKL.COM Münnich Motorsport      | SEAT León WTCC       | 10   | +19,887     |      |           |
| 16                | 2   | 19 | Y | Fernando Monje     | Campos Racing                        | SEAT León WTCC       | 10   | +20,246     |      |           |
| 17                | 15  | 14 | Y | James Nash         | Bamboo Engineering                   | Chevrolet Cruze 1.6T | 10   | +22,418     |      |           |
| 18                | 5   | 22 | Y | Tom Boardman       | Special Tuning Racing                | SEAT León WTCC       | 10   | +31,643     |      |           |
| 19                |     | 37 | Y | René Münnich       | ALL-INKL.COM Münnich Motorsport      | SEAT León WTCC       | 10   | +32,076     |      |           |
| 20                |     | 8  |   | Michaił Kozłowskij | LADA Sport Lukoil                    | Łada Granta          | 10   | +35,472     |      |           |
| 21                | 13  | 5  |   | Norbert Michelisz  | Zengő Motorsport                     | Honda Civic WTCC     | 10   | +54,663     |      |           |
| Niesklasyfikowani |     |    |   |                    |                                      |                      |      |             |      |           |
|                   |     | 7  | Y | Charles Ng         | Liqui Moly Team Engstler             | BMW 320 TC           | 4    |             |      |           |
|                   |     | 6  | Y | Franz Engstler     | Liqui Moly Team Engstler             | BMW 320 TC           | 2    |             |      |           |

#### Najszybsze okrążenie
| Nr | Kierowca    | Zespół          | Samochód   | Czas     | Okr. |
| -- | ----------- | --------------- | ---------- | -------- | ---- |
| 15 | Tom Coronel | ROAL Motorsport | BMW 320 TC | 2:13.758 | 2    |

#### Warunki atmosferyczne[6]
| Temperatura toru      | 37 °C |
| Temperatura powietrza | 23 °C |
| Słońce                | tak   |
| Opady deszczu         | nie   |
| Sucho                 |       |

## Klasyfikacja po rundzie

### Kierowcy
| Poz.              | +/- | Kierowca              | Starty | Punkty | P1 | P2 | P3 | PP | NO | NS | DK | NW |
| ----------------- | --- | --------------------- | ------ | ------ | -- | -- | -- | -- | -- | -- | -- | -- |
| 1                 |     | Yvan Muller           | 6      | 120    | 2  | 2  | –  | 1  | –  | –  | –  | –  |
| 2                 | 1   | Gabriele Tarquini     | 6      | 96     | 1  | 2  | 1  | –  | –  | –  | –  | –  |
| 3                 | 1   | Michel Nykjær         | 6      | 57     | –  | 1  | 1  | 1  | –  | 1  | –  | –  |
| 4                 |     | Tom Chilton           | 6      | 55     | –  | 1  | 1  | –  | 2  | 1  | –  | –  |
| 5                 |     | James Nash            | 6      | 51     | –  | –  | 1  | –  | –  | –  | –  | –  |
| 6                 |     | Pepe Oriola           | 6      | 49     | 1  | –  | –  | –  | 1  | 1  | –  | –  |
| 7                 |     | Tom Coronel           | 6      | 47     | 1  | –  | –  | –  | 1  | –  | –  | –  |
| 8                 | 2   | Tiago Monteiro        | 6      | 46     | –  | 1  | -  | –  | 1  | 1  | –  | –  |
| 9                 | 1   | Alex MacDowall        | 6      | 34     | –  | –  | –  | –  | –  | 1  | –  | –  |
| 10                | 1   | Robert Huff           | 5      | 31     | –  | –  | –  | –  | –  | 1  | –  | 1  |
| 11                | 4   | Marc Basseng          | 6      | 28     | –  | –  | –  | –  | –  | –  | –  | –  |
| 12                | 1   | Norbert Michelisz     | 6      | 22     | –  | 1  | -  | –  | –  | –  | –  | –  |
| 13                | 1   | Franz Engstler        | 6      | 4      | –  | –  | –  | –  | –  | 1  | –  | –  |
| 14                | 6   | Mehdi Bennani         | 6      | 3      | –  | –  | –  | 1  | –  | –  | –  | –  |
| 15                | 1   | Darryl O’Young        | 6      | 3      | –  | –  | –  | –  | –  | 2  | –  | –  |
| 16                | 1   | Stefano D'Aste        | 6      | 2      | –  | –  | –  | –  | –  | –  | –  | –  |
| 17                | 1   | Fredy Barth           | 6      | 1      | –  | –  | –  | –  | –  | –  | –  | –  |
| 18                |     | James Thompson        | 4      | 1      | –  | –  | –  | –  | –  | 1  | –  | 2  |
| 19                | 2   | Charles Ng            | 6      | 1      | –  | –  | –  | 1  | –  | 1  | –  | –  |
| 20                | 1   | Fernando Monje        | 6      | 0      | –  | –  | –  | –  | –  | –  | –  | –  |
| 21                |     | Jean-Philippe Dayraut | 2      | 0      | –  | –  | –  | –  | –  | –  | –  | –  |
| 22                |     | Michaił Kozłowskij    | 4      | 0      | –  | –  | –  | –  | –  | –  | –  | –  |
| 23                |     | René Münnich          | 6      | 0      | –  | –  | –  | –  | –  | 1  | –  | –  |
| 24                |     | Tom Boardman          | 4      | 0      | –  | –  | –  | –  | –  | –  | –  | 2  |
| Niesklasyfikowani |     |                       |        |        |    |    |    |    |    |    |    |    |
| –                 |     | Aleksiej Dudukało     | 0      | –      | –  | –  | –  | –  | –  | –  | –  | 2  |
| Poz.              | +/- | Kierowca              | Starty | Punkty | P1 | P2 | P3 | PP | NO | NS | DK | NW |

### Producenci
| Poz. | +/- | Producent | Starty | Punkty | P1 | P2 | P3 | PP | NO | NS | DK | NW |
| ---- | --- | --------- | ------ | ------ | -- | -- | -- | -- | -- | -- | -- | -- |
| 1    |     | Honda     | 6      | 240    | 1  | 2  | 2  | 2  | 1  | 3  | –  | 1  |
| 2    |     | Łada      | 4      | 129    | –  | –  | –  | –  | –  | 1  | –  | 4  |
| Poz. | +/- | Producent | Starty | Punkty | P1 | P2 | P3 | PP | NO | NS | DK | NW |